# EOC 10 in/45
Il EOC 10 in/45 Mark VI era un cannone navale progettato e prodotto dall'inglese Elswick Ordnance Company, ramo della Armstrong specializzato nella produzione di bocche da fuoco. Fu impiegato su diverse classi di navi di vari paesi durante le due guerre mondiali.

## Storia

### Servizio nel Regno Unito
La Elswick fornì 5 cannoni da 10 pollici per equipaggiare la nave da battaglia Constitución, in costruzione presso i propri cantieri per il Cile. Nel 1903 la nave venne acquistata dal Regno Unito ed immessa in servizio dalla Royal Navy come HMS Swiftsure, eponima della classe classe Swiftsure. I pezzi vennero designati BL 10 inch Mk. VI e sparavano un proietto da 226,8 kg, usando una carica propellente di 66,5 kg di cordite.
Un pezzo pressoché identico, l'Vickers 10 in/45, venne realizzato contemporaneamente dalla Vickers per equipaggiare l'altra nave della classe, la Libertad, acquistata dalla Royal Navy come Triumph.

### Servizio in Italia
La Elswick vendette una variante del suo pezzo al Regno d'Italia. I cannoni, denominati dalla Regia Marina 254/45 A. Mod. 1907, costituirono l'armamento principale degli incrociatori corazzati classe San Giorgio. Il pezzo italiano usava una carica di lancio di 84,2 kg, che consentiva una velocità alla volata maggiore del pezzo inglese (870 m/s invece di 800).

## Tecnica
La bocca da fuoco aveva canna del tipo "wire-wound", con otturatore a vite interrotta a 4 sezioni di filettatura.
| Modello             | Nave                                | Proietto    | Elevazione  | Brandeggio  |
| ------------------- | ----------------------------------- | ----------- | ----------- | ----------- |
| BL 10 inch Mk VI    | HMS Swiftsure (2 torri binate)      | APC, 227 kg | -3°/+13°30' | -150°/+150° |
| 254/45 A. Mod. 1907 | classe San Giorgio (2 torri binate) | AP, 227 kg  | -5°/+25°    | -150°/+150° |